# Emory University School of Law
Emory University School of Law (Emory Law eller ELS) er det juridiske fakultet ved Emory University, et privat universitet i USA. Det er rangeret som nr. 22 blandt de juridiske fakulteter i USA af News & World Report og betragtes som en "first tier" juridisk fakultet.
Det er også blandt de juridiske fakulteterne med den højeste studieafgiften. Ca. 60% af de studerende kommer fra delstater udenfor det sydøstlige USA.
Emory Law har nationalt og internationalt førende forskergrupper i konkursret, miljøret, feministisk retsteori, ophavsret og forholdet mellem lov og religion.